# 体坛传媒
体坛传媒集团是一家以体育报道为主的多媒体集团，拥有报纸《体坛周报》、杂志《足球周刊》等多种刊物。

## 历史
1988年，体坛周报创立于湖南长沙，后于2001年，建立集团公司体坛传媒。2005年，采编中心迁至北京。
2017年5月，体坛传媒集团在旗下《体坛周报》和“体坛加App”发布消息，推出“中国金球奖”评选。2018年，PP体育与体坛周报强强联合，将展开俄罗斯世界杯的专项合作。2021年3月8日，体坛传媒集团旗下电子竞技俱乐部品牌体坛电竞俱乐部Titan Esports Club（TEC）成立。
2021年11月，摩纳哥足球俱乐部与体坛传媒达成战略合作。

## 刊物
《体坛周报》、《足球周刊》、《高尔夫大师》、《高球文摘》、《扣篮》、《全体育》、《MILK新潮流》。

## 事件
2009年4月，体坛传媒原社长瞿优远因涉嫌贪污受贿挪用公款被调查，于2011年因犯受贿罪、挪用公款罪和职务侵占罪，被长沙市中级人民法院判处有期徒刑11年6个月。